# Obrvasti tinamu
Obrvasti tinamu (lat. Crypturellus transfasciatus) je vrsta ptice iz roda Crypturellus iz reda tinamuovki. Živi u suhim tropskim šumama Perua i Ekvadora.
Dug je oko 28 centimetara. Gornji dio tijela je sivkasto-smeđe boje. Grlo je bijelo, a kukma je smeđa. Noge su ružičaste boje.
Hrani se plodovima s tla ili niskih grmova. Također se hrani i malom količinom manjih beskralježnjaka i biljnih dijelova. Mužjak inkubira jaja koja mogu biti od čak četiri različite ženke. Inkubacija obično traje 2-3 tjedna.

## Vanjske poveznice
|  | Zajednički poslužitelj ima još gradiva o temi Crypturellus transfasciatus |
|  | Wikivrste imaju podatke o taksonu Crypturellus transfasciatus             |